# Conselho Internacional de Museus
O Conselho Internacional de Museus (em inglês: International Council of Museums, ICOM) é uma organização não governamental internacional, sem fins lucrativos, que se dedica a elaborar políticas internacionais para os museus. 
O ICOM foi criado em 1946, mantém relações formais com a UNESCO e é membro do Conselho Econômico e Social da Organização das Nações Unidas. Sua sede é junto à UNESCO em Paris, possui mais de 27 000 membros de 150 países, 114 Comitês Nacionais e 30 Comitês Internacionais.
Suas principais atividades são:
- Cooperação e intercâmbio profissional;
- Difusão de conhecimentos e aumento da participação do público em museus;
- Formação de pessoal;
- Prática e promoção de ética profissional;
- Atualização de padrões profissionais;
- Preservação do patrimônio mundial e combate ao tráfico de bens culturais.